# Мануель Латуза
Мануель Латуза (нім. Manuel Latusa; 23 січня 1984, м. Відень, Австрія) — колишній австрійський хокеїст, правий нападник. 
Вихованець хокейної школи ЕФ «Вінер». Виступав за ХК КАС «Клагенфурт», «Відень Кепіталс», «Ред Булл».
У складі національної збірної Австрії учасник зимових Олімпійських ігор 2014 (4 матчі, 0+0), учасник чемпіонатів світу 2010 (дивізіон I), 2011, 2012 (дивізіон I), 2013 і 2015. У складі молодіжної збірної Австрії учасник чемпіонатів світу 2003 (дивізіон I) і 2004. У складі юніорської збірної Австрії учасник чемпіонатів світу 2001 (дивізіон I) і 2002 (дивізіон I).
Досягнення
- Чемпіон Австрії (2005, 2010, 2011, 2015)
- Володар Європейського трофея (2012)
- Володар Континентального кубка (2010).